# Oreste Mazzia
Oreste Mazzia (né le 19 mars 1883 à Turin et mort le 22 octobre 1918) est un joueur de football italien.

## Biographie
Il débute avec le club de la Juventus lors de la saison 1902 du championnat fédéral, où il évolue en défense. Il joue sa première rencontre avec le club le 1er mars 1903 lors d'un succès 5 à 0 contre le FBC Torinese.
Étudiant à l'école polytechnique de Turin, il est surtout connu pour son rôle dans la conquête du premier Scudetto (champion d'Italie) du club piémontais lors de la saison 1905, gagné notamment avec d'autres joueurs connus du club tels que Gioacchino Armano ou Giovanni Goccione.
Il quitte le club turinois un an plus tard lors de la saison saison 1906, totalisant en tout 17 matches joués en championnat pour la Vieille Dame pour aucun but inscrit (une saison ne comptant à l'époque que trois ou quatre matches), Mazzia jouant son dernier match le 29 avril 1906 lors d'un nul (0-0) contre Milan.

## Palmarès
Juventus
- Championnat d'Italie (1) :
  - Champion : 1905.
  - Vice-champion : 1903, 1904 et 1906.